# Antil
Antil (en llatí Antyllus (Antoniet), en grec antic Άντυλλος) va ser un important metge i cirurgià grec que vivia a Roma segurament abans de la fi del segle iv, ja que és esmentat per Oribasi i que probablement va viure més tard de la fi del segle ii, ja que Galè no en parla. No es coneix el seu lloc de naixement ni res de la seva vida, però sembla que tenia una gran reputació, ja que Ciril d'Alexandria l'inclou en un Lexicon com un dels metges reconeguts a l'antiguitat.
Va escriure una gran quantitat de llibres que no s'han conservat, excepte alguns fragments recollits per Oribasi, Aeci i altres escriptors antics. Aquests fragments mostren que era un home de talent i tenia grans coneixements. L'extracte més interessant dels conservats és un que fa referència a l'operació de la traqueotomia, on dona descripcions precises per realitzar-la, tema tractat per primera vegada en els escrits mèdics.